# Accolito
L'accòlito (ripreso dal greco ἁκόλουθος, pronuncia: akòlutos, derivato da akóloythos, ossia compagno di viaggio, derivato di kéleythos sentiero, reso in latino tardo acòlythus, corrispondente nel significato al latino sequens o comes: seguace, attendente) è un ministro di culto in aiuto del diacono e a servizio del sacerdote all'altare e nelle processioni e in altri atti di culto in alcune Chiese cristiane: nella Chiesa cattolica, nelle Chiese della Comunione anglicana, nelle Chiese luterane, in alcune Chiese metodiste e nelle Chiese armene. Il termine indica propriamente colui che ha ricevuto l'accolitato e anche i ministranti, che svolgono alcune delle funzioni dell'accolito istituito od ordinato. Si distingue quindi l'accolito istituito od ordinato dall'accolito facente funzioni. Quest'ultimo non ha tutte le facoltà dell'accolito istituito od ordinato. In alcune Chiese ortodosse il termine accolito indica i ministranti.

## Nella Chiesa cattolica
Nella Chiesa cattolica la disciplina concernente l'accolitato varia secondo le tradizioni delle diverse Chiese particolari.

### Chiesa latina
Nella Chiesa latina, prima della riforma attuata da Paolo VI nel 1972, l'accolitato era il quarto e ultimo degli ordini minori, che venivano conferiti a un chierico. Infatti fino al 1972 si diventava chierici con il sacro rito della tonsura, amministrato prima del conferimento di qualsiasi degli ordini minori o maggiori, a differenza della situazione nei primi secoli cristiani, quando erano considerati chierici tutti quelli che eseguivano funzioni, anche non liturgiche, a servizio della Chiesa.
Dal 1º gennaio 1973, data dell'entrata in vigore della Lettera Apostolica in forma di motu proprio Ministeria quaedam del 15 agosto 1972, l'accolitato non è più considerato un ordine minore ma un ministero laicale e, dato che ora si diventa chierici non con il rito della tonsura ma con l'ordinazione diaconale (ordinazione che segue il conferimento dell'accolitato), l'accolito non è membro del clero.
È compito dell'accolito curare il servizio dell'altare, aiutare il diacono e il sacerdote nelle azioni liturgiche, specialmente nella celebrazione della Santa Messa; inoltre, distribuire, come ministro straordinario, la Santa Comunione in mancanza di ministri ordinari o quando essi siano impediti o in numero insufficiente.
Chi è destinato al diaconato e al presbiterato deve anteriormente ricevere ed esercitare per un periodo appropriato il ministero dell'accolitato. Questo ministero può essere affidato anche a chi non è candidato al sacramento dell'Ordine e possiede l'età minima e gli altri requisiti determinati dall'ordinario del luogo e abbia avuto una specifica formazione.
La candidatura all'accolitato è ammessa dal proprio ordinario (vescovo diocesano o per gli istituti clericali di perfezione dal superiore religioso competente: superiore maggiore o provinciale). Il conferimento del ministero viene essere effettuato dallo stesso ordinario o da un altro mediante il rito liturgico approvato dalla Santa Sede.
Con la Lettera Apostolica in forma di motu proprio Spiritus Domini del 10 gennaio 2021 nella Chiesa latina al ministero dell'accolitato possono accedere indistintamente uomini e donne.

#### Storia

##### Età antica
Fuori di Roma, in particolare nella diocesi di Milano, in Francia e Spagna, l'accolitato per molto tempo non fu considerato un ordine minore.
Probabilmente, nella storia della Chiesa, la figura dell'accolito apparve per la prima volta nell'oscuro brano riguardante la vita di papa Vittore I (189-199), erroneamente attribuito da Lucio Ferraris (I, 101) a papa Pio I  (140-155), che menzionava dei sequentes, forse con i compiti degli accoliti. In ogni caso, il primo documento autentico ed esistente in cui si fa menzione degli accoliti è una lettera, scritta nel 251, da papa Cornelio a Fabio, vescovo di Antiochia, in cui il papa elencava precisamente i gradi del clero romano. In quel periodo, a Roma, divisi secondo le 7 regioni dell'Urbe, c'erano 46 sacerdoti, 7 diaconi, 7 suddiaconi, 42 accoliti e 52 tra esorcisti, lettori e ostiari. Papa Caio o Gaio (283-296) cita gli accoliti nell'elenco degli ordini ecclesiastici. È degno di nota che 250 anni più tardi il Constitutum Silvestri, un documento databile intorno al 501, informa che a Roma durante il pontificato di Silvestro I (314-335) vi erano 45 accoliti. Papa Fabiano (236-250), il predecessore di Cornelio, aveva diviso Roma in sette distretti o regioni ecclesiastiche, mettendo un diacono a capo di ognuna. A questa divisione amministrativa, presto seguì una redistribuzione del clero cittadino. Gli accoliti romani erano soggetti al diacono della regione o, in caso di sua assenza o morte, all'arcidiacono. In ogni regione erano presenti un diacono, un suddiacono e, in base al documento di cui sopra, probabilmente, 6 accoliti. Gli antichi documenti ecclesiastici portano a ritenere che il suddiacono fosse una sorta di capo accolito o "arciaccolito". In seguito, verso la prima metà del X secolo si incontra il termine di arciaccolito in Liutprando di Cremona con il significato di una "dignità" nella Chiesa metropolitana di Capua. Si possono quindi vedere i ministeri del suddiacono e dell'accolito come uno sviluppo di quello del diacono. Inoltre, queste tre categorie di chierici differiscono dagli altri ordini minori per il fatto che sono tutte legate al servizio presso l'altare, mentre le altre (ostiari, lettori, esorcisti) non lo sono.
Le epistole di san Cipriano dimostrano ampiamente che oltre che a Roma, anche a Cartagine, alla metà del III secolo, erano presenti degli accoliti. Da questi dati non si può concludere che in quell'epoca tutte le Chiese occidentali, particolarmente quelle più piccole, abbiano avuto accoliti. A partire dal secolo IV gli accoliti sono frequentemente citati in documenti epigrafici e letterari. Eusebio citava gli accoliti presenti al Primo concilio di Nicea (325) non come preposti al servizio presso gli altari, ma come persone facenti parte del seguito dei vescovi. Gli Statuta Ecclesiae Antiqua, spesso considerati decreti del cosiddetto Quarto sinodo di Cartagine (398), ma in realtà risalenti alla fine del V o alla prima parte del VI secolo, dimostrano che questo ordine era conosciuto anche nella provincia ecclesiastica di Arles in Gallia, dove furono emanati questi decreti. Dando credito ai desideri del vescovo Bennadio, predecessore di Remigio di Reims, si potrebbe concludere che a Reims, nel V secolo, non esistevano accoliti: infatti, egli enumerava tutte le categorie di chierici ad eccezione di questa. Nell'epigrafia cristiana delle Gallie si fa menzione, per quanto è noto, di un solo accolito presente a Lione nel 517 e, in generale, nei primi cinque secoli, si trovano poche epigrafi che fanno riferimento ad accoliti. Nella Collectio Canonum Hibernensis l'accolito non veniva riportato tra i sette gradi ecclesiastici, ma posto, con il salmista ed il cantore, al di fuori della gerarchia ordinaria.
Nel sesto canone dei summenzionati Statuta, i doveri degli accoliti vengono specificati conformemente a quanto scritto da Giovanni il Diacono nella sua lettera a Senarius.
Informazioni specifiche relative al ruolo e ai doveri degli accoliti nella Chiesa di Roma tra il V e il IX secolo possono essere tratte da una serie di antiche disposizioni note come Ordines Romani. Secondo l'Ordo Romanus Primus, a Roma (forse anche a Cartagine, e in altre grandi città occidentali) esistevano tre classi di accoliti che svolgevano le loro funzioni in base al luogo dove si trovavano: gli accoliti palatini, che costituivano un collegio a servizio del papa (o del vescovo) nel suo palazzo e nella Basilica Lateranense; gli accoliti regionarii, che assistevano i diaconi nelle loro funzioni nelle diverse parti della città; gli accoliti stationarii, che servivano in chiesa; questi ultimi non erano un ordine distinto, ma facevano parte degli accoliti regionarii. Gli accoliti regionali venivano anche definiti titulares della chiesa alla quale erano collegati. Gli accoliti del palazzo erano particolarmente destinati al servizio del papa: essi facevano parte del corteo papale nelle funzioni ecclesiastiche e vi portavano i sacri oli, il Vangelo, i lintei e i sacchetti per le oblate e anche particole della Santissima Eucaristia; erano utilizzati anche come legati, messaggeri della corte papale, nella distribuzione di elemosine, trasporto di documenti pontifici e comunicazioni e in altri compiti di questo genere. Tuttavia, gli accoliti condividevano questi uffici anche con i lettori, i suddiaconi e gli arciaccoliti. A Roma non trasportavano solo i pani benedetti o eulogie che i prelati si scambiavano fra loro in segno di comunione nelle occasioni prescritte, ma anche il fermentum, una particola dell'Eucaristia, dalla messa del papa a quella dei sacerdoti che celebravano nelle varie chiese dell'Urbe (tituli). Tale pratica è evidenziata nella lettera di papa Innocenzo I (401-417) a Decenzio, vescovo di Gubbio. Essi, inoltre, portavano le sacre specie agli assenti, soprattutto ai confessori della fede detenuti in carcere (si veda san Tarcisio). Anche altrove gli accoliti dovevano accompagnare il vescovo ed essere sempre a sua disposizione per compiere ambasciate ed eseguire ordini.
Secondo l'antica disciplina della Chiesa romana l'ordine dell'accolitato veniva conferito non appena il candidato usciva dall'adolescenza, a circa 20 anni di età, secondo l'interpretazione del decreto indirizzato da papa Siricio (385) ad Imerio di Tarragona. Prima che un accolito potesse diventare suddiacono dovevano passare 5 anni. papa Zosimo (418) ridusse questo periodo a 4 anni. Il Concilio di Trento (1545-1563) lasciava al giudizio dei vescovi il periodo che doveva trascorrere tra il conferimento dei due ordini. Nella Roma ecclesiastica antica non esisteva alcuna solenne ordinazione degli accoliti. Al momento della comunione di qualsiasi messa ordinaria, anche quando non era stazionale, il candidato si avvicinava al papa o, in sua assenza, ad uno dei vescovi della Corte pontificia e veniva rivestito della stola e della casula. Portando sulle sue braccia un sacchetto di lino (porrigitur in ulnas ejus sacculus super planetam), simbolo della più alta funzione di questi chierici, cioè trasportare l'ostia consacrata, il candidato si prostrava, mentre il pontefice pronunciava su di lui una semplice benedizione.

##### Medioevo ed epoca moderna
Nel secolo Vi gli accoliti acquistarono a Roma un'importanza maggiore: essi servivano direttamente il diacono o anche i sacerdoti all'altare, e portavano i vasi sacri da portare per l'amministrazione dei sacramenti.
Dagli Ordines Romani si apprende anche che, quando il papa doveva pontificare in un certo quartiere, tutti gli accoliti di quella regione si recavano al Palazzo del Laterano per riceverlo ed accompagnarlo. Nel VI o VII secolo, forse un poco prima, il capo accolito della chiesa stazionale precedeva a piedi il cavallo su cui montava il papa portando il sacro crisma coperto con un velo e guidando la processione. Gli altri accoliti lo seguivano, portando il libro dei Vangeli, la borsa del corporale, e gli altri oggetti utilizzati per la messa. Essi accompagnavano il papa fino al secretarium o sagrestia. Uno di loro solennemente poneva il libro dei Vangeli sull'altare, poi precedevano il pontefice al suo ingresso nel santuario portando 7 candele accese. Con le candele accese, due accoliti accompagnavano il diacono all'ambone per il canto del Vangelo. Dopo il Vangelo, un altro accolito riceveva il libro che, posto in un contenitore e sigillato, veniva poi riportato in Laterano dal capo accolito. Un accolito portava al diacono, all'altare, il calice; gli accoliti ricevevano e curavano le offerte raccolte dal papa; un accolito teneva la patena coperta con un velo dall'inizio a metà del canone. Al momento giusto, gli accoliti portavano, in sacchetti di lino, il pane consacrato dall'altare ai vescovi ed ai sacerdoti presenti nel santuario affinché potessero spezzare le sacre specie. Da questo e da altri incarichi, si può dedurre che gli accoliti erano in larga misura responsabili del buono svolgimento delle cerimonie pontificie e stazionali. Questo era particolarmente vero dopo la fondazione della schola cantorum di Roma, della quale esistono prove evidenti dal VII secolo in poi. Negli Ordines Romani dei secoli VIII e IX gli accoliti continuano ad essere menzionati frequentemente. Essendo quindi l'unico tra gli ordini minori impegnato in attività di ministero, in Roma l'accolitato acquisì un'importanza molto maggiore di quella che aveva goduto. I cardinali presbiteri, nelle loro chiese titolari, non avevano altri assistenti. Dall'epoca di Carlo Magno (800-814) gli accoliti sostituivano pure gli esorcisti per gli esorcismi da fare sui catecumeni prima del battesimo durante la Quaresima, così come il suddiacono aveva assorbito le funzioni del lettore. Papa Alessandro VII (1655-1667) abolì il collegio degli accoliti sopra descritto e mise al loro posto (26 ottobre 1655) i dodici prelati votanti della Segnatura di Giustizia. Come prova della loro origine questi prelati ancora conservavano, durante le funzioni pontificie, molti degli uffici e delle funzioni sopra descritte.
Fuori Roma, in Francia, Irlanda, Germania, gli accoliti appaiono meno.
Il summenzionato Statuta Ecclesiae Antiqua, descrive il rituale utilizzato dalle più importanti chiese di Gallia verso l'anno 500: il candidato veniva prima istruito dal vescovo sui doveri del suo ufficio, poi l'arcidiacono gli metteva in mano un candeliere con una candela spenta a simboleggiare che le luci della chiesa gli sarebbero state affidate; inoltre, gli veniva consegnata un'ampolla vuota, simbolo del suo ufficio di presentare il vino e acqua all'altare. Seguiva una breve benedizione.
Le funzioni dell'accolito si sono successivamente ristrette al campo liturgico. Fino alla riforma del 1972 hanno continuato a essere: l'accensione delle candele dell'altare, portarle in processione e durante il canto solenne del Vangelo, porgere il vino e l'acqua per il sacrificio della Messa; inoltre, l'accolito doveva assistere i sacri ministri durante la Messa e le altre celebrazioni liturgiche. L'ordinazione avveniva secondo il vecchio rito gallicano sopra citato. I compiti dell'accolito nella liturgia cattolica erano minuziosamente descritti nei manuali di liturgia.

##### Dopo il Concilio Vaticano II
Nel 1972 papa Paolo VI con la lettera apostolica Ministeria quaedam, n. IV, fece cessare il conferimento di due degli ordini minori (ostiariato ed esorcistato) e dell'ordine maggiore del suddiaconato, e decretò che i due che restano (quelli del lettorato e dell'accolitato) dovranno essere chiamati ministeri laicali, lasciando la facoltà alle Conferenze episcopali di chiamare l'accolito con il nome di suddiacono.
Con la lettera apostolica Spiritus Domini del 10 gennaio 2021, papa Francesco ha esteso, per la prima volta, il ministero dell'accolitato anche alle donne.
Oggi l'accolito è un laico a tutti gli effetti (non un chierico) di sesso maschile o femminile che nella Messa aiuta il vescovo, il presbitero o il diacono nella preparazione dell'altare e dei vasi sacri. Può essere anche ministro straordinario della Comunione: ciò significa che chi presiede la celebrazione lo può chiamare a distribuirla o a portarla ai malati.
Il ministero istituito dell'accolito continua a essere anche una tappa nel percorso istituzionale verso il diaconato e il presbiterato, ma può essere conferito anche agli uomini che non intendono ricevere il sacramento dell'ordine e alle donne, cui non è consentito accedervi.
L'attuale rito dell'istituzione è pubblicato nel Pontificale Romano.

#### Tipi di servizio
In base ad alcuni specifici servizi si usano termini particolari anche per distinguere gli accoliti tra di loro, dal momento che spesso svolgono (o svolgevano, nella liturgia antecedente alla riforma del Concilio Vaticano II) il loro ministero in più di uno. Tali termini si usano anche per gli accoliti ministranti non istituiti:
- cerimoniere (assiste il sacerdote in quasi ogni azione, girando le pagine del messale, seguendo le azioni del sacerdote o aiutandolo a trasportare e muovere oggetti vicini allo stesso);
- crocifero o crucifero (addetto alla croce astile);
- turiferario (addetto al turibolo per le incensazioni);
- navicelliere, naviculario o navettario (addetto alla navicella);
- ceroferario (addetto ai candelieri; vanno sempre almeno in coppia);
- cerifero (addetto ai ceri dei ministri o ai ceri che si usano durante la preghiera eucaristica e nelle processioni);
- caudatario (addetto a sorreggere la mitria e il pastorale di prelati, abati mitrati e canonici mitrati, cosiddetto perché nella liturgia tridentina incaricato di reggere lo strascico della cappa magna nelle processioni di vescovi, cardinali e canonici e la coda dell'abito talare dei vescovi e dei cardinali.

Per gli altri uffici come il trasporto e il servizio delle ampolline, dei libri liturgici e l'aiuto al sacerdote si adopera il termine generico di accolito.

#### Compiti attuali dell'accolito
Qui di seguito sono indicati i compiti dell'accolito istituito che in generale sono comuni a tutti i riti latini.

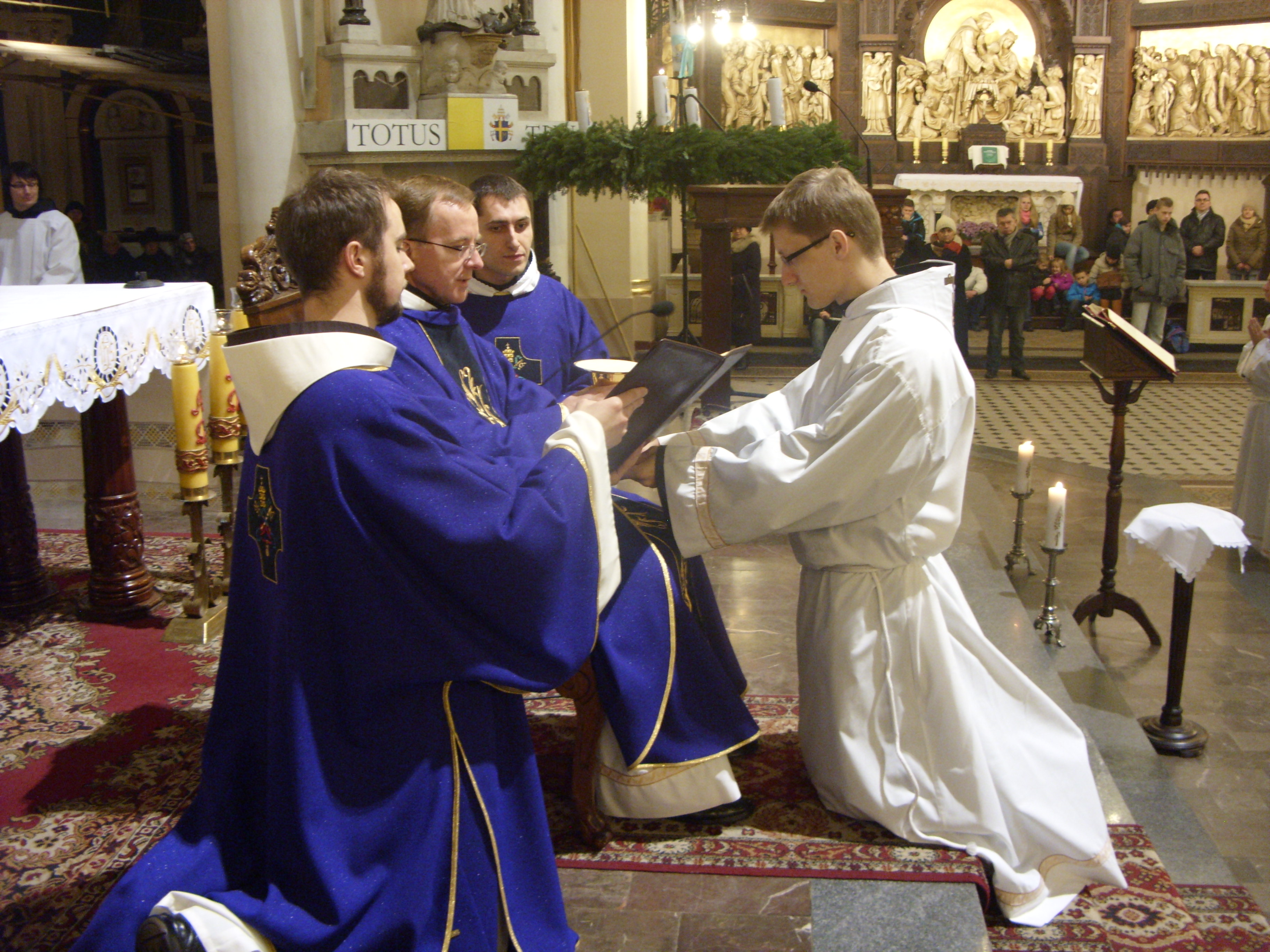
Istituzione di un nuovo accolito nella basilica di San Ludovico Re a Katowice

Compiti relativi alla celebrazione della Messa e che possono essere svolti anche da un accolito o più accoliti, anche non istituiti, tranne l'infusione del vino nel calice all'offertorio e la purificazione dei vasi sacri dopo la Comunione:
- verificare, prima dell'inizio di ogni celebrazione, che tutto il necessario sia stato correttamente approntato per la celebrazione e che il Messale e/o gli altri libri liturgici siano predisposti, mettendo eventualmente i segnacoli alle pagine corrette;
- partecipare alla processione d'ingresso e se questa non avviene per breviorem dalla sacrestia al presbiterio, portare la croce, affiancato da due ministranti coi ceri accesi, e, dopo aver deposto la croce, prendere posto accanto al sacerdote e al diacono per aiutarli durante la celebrazione[56];
- presentare, all'occorrenza, il Messale e l'Orazionale al ministro ordinato che presiede la celebrazione e al diacono[57];
- in mancanza del diacono, disporre sull'altare il corporale, il purificatoio, il calice e il messale; aiutare il presidente e il diacono durante la presentazione dei doni prima della preghiera eucaristica; all'offertorio presentare, se necessario, il pane ed il vino al sacerdote che presiede;
- preparare il calice, versandovi il vino (compito a discrezione del sacerdote, altrimenti non lo versa), ma non l'acqua che viene versata dal diacono o in mancanza dallo stesso sacerdote[58];
- affidare ai ministranti o prestare il servizio del lavabo all'offertorio e della purificazione del calice e delle dita del sacerdote, dopo la comunione;
- in assenza del diacono, se si usa l'incenso, porgere il turibolo al celebrante, assisterlo nell'incensazione dell'altare e delle offerte, incensare il celebrante ed il popolo (questo compito può essere svolto anche da un accolito non istituito)[58];
- incensare le Sacre Specie all'anamnesi;
- alla fine della comunione portare i vasi sacri alla credenza dove, se è un accolito istituito, li purifica alla credenza e li riordina (non può purificarli all'altare)[58];
- alla fine della Messa tornare in sacrestia processionalmente nello stesso modo e ordine con il quale aveva partecipato alla processione d'ingresso[59].

Compiti relativi alla celebrazione della Messa e alla Comunione fuori della Messa che l'accolito istituito può svolgere quale ministro straordinario della Comunione:
- ricevere la Comunione immediatamente prima che il celebrante o il diacono inizino a distribuirla ai fedeli e ricevere la comunione anche al calice;
- aiutare a distribuire la Comunione al popolo quando il numero dei fedeli è molto elevato e non vi sono sacerdoti o diaconi in numero sufficiente o quando i sacerdoti o i diaconi non possono farlo per altri seri motivi (questo compito può essere svolto anche da ministri straordinari della Comunione o anche da laici idonei che ricevono una benedizione specifica dal sacerdote)[60];
- in assenza del diacono, reggere uno dei vasi sacri nella comunione sotto le due specie (questo compito può essere svolto anche da un laico idoneo)[60];
- aiutare il sacerdote ed il diacono nella purificazione e nel riordino dei vasi sacri[61];
- portare la Comunione a coloro che non possono partecipare alla Celebrazione eucaristica perché infermi o per altro motivo e il Viatico ai moribondi (questo compito può essere affidato temporaneamente anche a laici che in questo caso si chiamano propriamente "ministri straordinari della Comunione")[62].

Compiti previsti per l'accolito istituito nel rito della comunione fuori della Messa:
- in assenza del sacerdote o del diacono, presiedere il rito da un luogo diverso dalla sede del celebrante, seguendo le apposite indicazioni riportate nel rituale;
- in assenza del lettore distribuire i vari compiti tra i fedeli presenti (questo compito può essere svolto anche da un laico idoneo).

Durante il culto eucaristico, solo l'accolito istituito:
- in assenza del diacono, espone il Santissimo Sacramento; assiste il sacerdote durante la celebrazione; porge l'ostensorio o la pisside al sacerdote per impartire la benedizione eucaristica; al termine della benedizione, riprende l'ostensorio o la pisside dalle mani del sacerdote; compie la reposizione del Santissimo Sacramento;
- in assenza del lettore, distribuisce i compiti tra i fedeli presenti;
- in assenza del sacerdote e del diacono, presiede il rito da un luogo diverso dalla sede del celebrante; espone e ripone il Santissimo Sacramento, secondo le indicazioni dell'apposito rituale, ma non impartisce la benedizione eucaristica.

Tra i compiti dell'accolito istituito (ma che in sua mancanza possono essere affidati al lettore istituito ed eventualmente a laici idonei) rientrano anche:
- preparare coloro che prestano il servizio liturgico: i ministranti detti anche accoliti, e i lettori, se non vi è un lettore istituito che vi provveda;
- collaborare nel predisporre tutto ciò che è necessario per favorire una maggiore partecipazione attiva dei fedeli alla liturgia.

Compiti dell'accolito istituito nella Liturgia delle ore: 
- in mancanza del lettore istituito, distribuire i vari uffici della celebrazione tra i ministranti e i fedeli presenti, riservando a sé quelli più importanti;
- in assenza del sacerdote o del diacono, guidare, in accordo con il lettore, la celebrazione della Liturgia delle ore, osservando le norme stabilite (questo compito può essere assolto anche da un ministrante o altro laico idoneo[64];
- partecipare alle processioni d'ingresso e finale.

Compiti relativi alle processioni che possono essere svolti anche da più accolti anche non istituiti:
- predisporre tutto quanto serve per il buon svolgimento della processione, distribuendo gli uffici tra i ministranti;
- assistere i sacerdoti e i diaconi, porgendo loro, all'occorrenza i libri liturgici;
- portare la croce astile;
- portare il turibolo e la navicella e presentarli al sacerdote per le incensazioni occorrenti. L'ufficio di caudatario può essere svolto anche da accoliti non istituiti.

In celebrazioni che seguono gli usi precedenti al Concilio Vaticano II, non è permesso all'accolito astergere il calice e infondere l'acqua all'offertorio, né può scoprire e ricoprire il calice quando contiene le sacre specie, né può astergere il calice dopo la comunione, azioni queste riservate al diacono ministrante. Si può però tollerare l'uso secondo cui un accolito che abbia ricevuto il ministero dell'accolitato poteva agrie come suddiacono, senza indossare il manipolo..

#### Vesti liturgiche
Nel rito romano rivisto dopo il Concilio Vaticano II l'accolito, nell'adempimento dei suoi compiti indossa se seminarista la cotta sopra la veste talare o il camice con l'amitto e il cingolo sopra la veste talare o anche senza la veste talare e senza l'amitto se esso copre interamente il corpo e senza il cingolo se è adatto al corpo; se religioso indossa parimenti la cotta o il camice come detto, ma indossa l'abito religioso del proprio istituto in luogo della vesta talare; se laico indossa il camice come detto o altra veste liturgica approvata secondo gli usi locali. Quando funge da caudatario, indossa sopra l'abito liturgico la vimpa per non toccare con le mani la mitra e il pastorale.
Nella liturgia tridentina l'accolito indossa la cotta sopra la veste talare o sopra l'abito religioso; se funge da suddiacono indossa sopra la veste talare o l'abito religioso l'amitto, il camice, il cingolo, la tunicella, ma non il manipolo.

#### Collegi degli accoliti
Poiché il servizio liturgico richiede normalmente più ministri, gli accoliti a servizio di una stessa chiesa o zona si sono spesso riuniti in collegi. Se ne trovano alcune testimonianze.
- A Roma nel Medioevo sorse il Collegio dei suddiaconi e degli accoliti, addetto alla Basilica Lateranense e al Palazzo del Laterano, residenza del papa. Il Collegio fu soppresso da Alessandro VII nel 1655[19][66]. Oggi presso la stessa Basilica vi è un nuovo Collegio degli Accoliti, che si occupa del servizio liturgico[67].
- A Urbino nel 1439 papa Eugenio IV fondò una Scuola degli accoliti presso la chiesa primaziale con lo scopo di educare i giovinetti alla musica liturgica.[68]
- A Verona lo stesso papa nel 1440 fondò per lo stesso scopo il Collegio degli Accoliti:[68] era un collegio di studenti ecclesiastici, dipendente dai canonici della cattedrale.[69] Il Collegio ebbe vita fino al 1925[70]. Con nomi simili questo pontefice fondò o rivitalizzò una quindicina di scuole per i giovani in varie località d'Italia[68].

### Chiese cattoliche di rito orientale
Le funzioni degli accoliti nelle Chiese cattoliche orientali sono in generale identiche a quelle delle corrispondenti Chiese ortodosse.

## Nelle Chiese ortodosse
Nelle Chiese ortodosse non esiste l'accolitato. Le funzioni di servizio all'altare e quelle di servizio al sacerdote e al diacono durante la liturgia vengono svolte dai suddiaconi, dai lettori ordinati e da quelli non tonsurati, nonché dai ministranti, che in questo caso vengono chiamati informalmente "accoliti".
Il ministero tradizionalmente è riservato a persone di sesso maschile, tranne che nei monasteri femminili, dove però sono ammesse solo le suore tonsurate e si tengono a una certa distanza dall'altare. Normalmente, solo le suore più anziane possono servire all'altare; ma alla hegumenia (= badessa) è permesso entrare anche se è più giovane. Alcune Chiese ortodosse hanno iniziato ad ammettere le donne per il servizio all'altare.
L'età minima varia a seconda delle circostanze locali, ma i ragazzi devono essere abbastanza maturi per svolgere i loro compiti. Sebbene sia comune in Nordamerica per i ragazzi svolgere l'ufficio di ministranti, in alcuni luoghi questa pratica è praticamente sconosciuta e i loro compiti sono sempre svolti da uomini adulti. In altri luoghi, i ragazzi non sono autorizzati a servire all'altare quando raggiungono l'adolescenza perché il giovane non è più abbastanza innocente per questo servizio.
Gli accoliti, indipendentemente dall'età, sono soggetti a tutte le normali restrizioni per coloro che non siano chierici: non possono toccare l'altare o qualsiasi cosa su di essa in nessuna circostanza, né la protesi senza una benedizione; non devono mai toccare i vasi sacri, il calice e il diskos (= patena), non possono stare direttamente di fronte alla all'altare o passare tra la parte anteriore di essa e l'iconostasi, ma devono passare dietro l'altare tra esso e il luogo della cattedra, se devono spostarsi sul lato opposto; se un accolito sta sanguinando o ha una piaga aperta, non può entrare nell'area dell'altare.

### Compiti
In particolare, gli accoliti ministranti svolgono i seguenti uffici:
- accompagnano il sacerdote e gli altri membri del clero superiore: entrando nel santuario normalmente non passano dalla porta reale (la porta centrale dell'iconostasi), ma dalle porte laterali:
- preparano il pane benedetto o antidoron e lo distribuiscono ai fedeli dopo la Santa Comunione;[71]
- nelle processioni e negli ingressi portano le candele, le croci, le icone e i ventagli liturgici;
- hanno cura dell'incensiere, assicurandosi che abbia abbastanza carbone vivo, caricandolo con l'incenso e consegnandolo al sacerdote o al diacono quando richiesto;
- preparano l'acqua calda (zeon) in tempo per essere aggiunta al calice nella Divina Liturgia;
- e ogni altro compito necessario in modo che il sacerdote non debba essere distratto durante il servizio liturgico.

### Vesti liturgiche
Gli accoliti tradizionalmente indossano solo lo sticharion. In Nordamerica, nei luoghi dove gli accoliti sono normalmente ragazzi, gli uomini adulti non vestono lo sticharion se chiamati a servire all'altare. È usanza in alcune Chiese, come quella greco-ortodossa o quella cattolica melchita, consentire anche agli accoliti tonsurati di vestire l'orarion, indossato incrociato sul dorso come quello di un suddiacono ma con le estremità parallele davanti. Nella Chiesa ortodossa russa l'orarion non è solitamente indossato dagli accoliti con l'eccezione dei laici benedetti per svolgere alcune delle funzioni dei suddiaconi, i quali possono a volte essere benedetti per indossare l'orarion.
Prima della vestizione, l'accolito deve piegare il suo sticharion e portarlo al sacerdote perché lo benedica. Il sacerdote benedice e posa la mano sullo sticharion piegato. L'accolito bacia la mano del sacerdote e la croce sul paramento, quindi si ritira per vestirsi. Se un accolito non è stato tonsurato, deve togliere lo sticharion prima di poter ricevere la Santa Comunione, perché i comunicandi ricevono l'Eucaristia secondo il loro ordine all'interno della Chiesa (quindi il clero con la tonsura veste i paramenti mentre i laici se li tolgono). Prima di togliere i paramenti alla fine del servizio, l'accolito deve ricevere la benedizione del sacerdote.

## Nelle Chiese della Comunione anglicana
L'ordine dell'accolitato non è stato introdotto nella Chiesa anglicana durante la Riforma, quindi non esiste una definizione del ruolo dell'accolito nel Book of Common Prayer del 1662. L'impiego di accoliti nella liturgia varia da luogo a luogo: in alcune chiese sono chiamati accoliti i ministranti o chierichetti, mentre in altri possono esserci accolti formalmente istituiti. Variano pure le disposizioni per l'accesso riguardo all'età e al sesso. In alcune chiese gli accoliti vengono distinti in vari gradi secondo le loro capacità di servire: accoliti tirocinanti, accoliti junior, accoliti anziani e accoliti al merito. Gli accoliti inoltre sono distinti in base ai ruoli che svolgono, come ad esempio maestro di cerimonie, crocifero e turiferario.

### Compiti
Sono compiti degli accoliti:
- assistere al culto portando la croce processionale;
- accendere le candele;
- tenere in mano il libro del Vangelo,
- tenere in mano candele o "torce";
- assistere il diacono e il sacerdote nel preparare l'altare per la celebrazione e riordinarlo al termine;
- agitare il turibolo;
- portare la navicella;
- consegnare i vassoi delle offerte ai sacrestani;
- altri compiti come ritenuto opportuno dal sacerdote o dal capo degli accoliti.

### Vesti liturgiche
Nella Chiesa anglo-cattolica gli accoliti indossano comunemente veste talare e cotta, mentre nelle altre Chiese della Comunione anglicana indossano comunemente una tunica con cintura o cingolo. La cintura o il cingolo consistono solitamente in una corda attorcigliata con nodi alle estremità e fissati intorno alla vita; possono essere bianchi o del colore liturgico del giorno. Un cingolo può anche essere costituito di una fascia di stoffa indossata in vita. Indossare croci o altre spille o simboli speciali è una caratteristica della singola chiesa. In alcune parrocchie le funzioni di accoliti sono svolte senza paramenti e senza una formazione formale specifica da parte di persone disponibili.

## Nelle Chiese luterane e metodiste

### Compiti
Nelle Chiese luterane e metodiste, gli accoliti partecipano al servizio di culto con questi compiti:
- portare la croce processionale o un crocifisso;
- accendere e spegnere le candele dell'altare;
- suonare la campana della chiesa per chiamare i fedeli al culto.

L'accensione delle candele dell'altare nel servizio di culto è un simbolo della venuta di Gesù nella comunità orante. Prima di accendere le candele l'accolito può inchinarsi all'altare per rispetto. Prima dello spegnimento degli ultimi ceri dell'altare, gli accoliti riaccendono la loro candela e poi procedono verso il nartece. Questo simboleggia che Gesù Cristo è presente ovunque per tutte le persone; simboleggia anche la luce di Gesù Cristo che esce nel mondo dove i credenti sono chiamati a servire.

### Vesti liturgiche
Gli accoliti di queste Chiese indossano camici, a volte con un cingolo. Per gli accoliti metodisti è comune indossare la veste talare e la cotta tradizionali.